# Kristina Lugn
Gunhild Bricken Kristina Lugn (Tierp, 14 de novembre de 1948 - Estocolm, 9 de maig de 2020) va ser una poetessa, dramaturga i crítica literària sueca.

## Biografia
Lugn va créixer a Skövde, Vestrogotia, i després d'acabar els seus estudis, es va dedicar a la poesia, a la dramatúrgia i a la crítica literària. Entre 1997 i 2011 va exercir com a directora artística del Teater Brunnsgatan Fyra d'Estocolm, fundat pel cèlebre actor suec Allan Edwall. Lugn va ser succeïda en el lloc per la seva filla, l'escriptora Martina Montelius.
El seu cognom «Lugn» significa «calma» en suec, joc de paraules que ha usat per referir-se a ella mateixa.
En 1999 va rebre el Premi Dobloug, atorgat per l'Acadèmia Sueca. El 20 de desembre de 2006 va reemplaçar Lars Gyllensten a la cadira 14 de l'Acadèmia Sueca. Va formar part del comitè encarregat de triar al Premi Nobel de Literatura.
Va morir al seu domicili als setanta-un anys el 9 de maig de 2020.

## Obres

### Poesia
- 1972 – Om jag inte
- 1976 – Till min man, om han kunde läsa
- 1978 – Döda honom!
- 1979 – Om ni hör ett skott...
- 1982 – Percy Wennerfors
- 1983 – Bekantskap önskas med äldre bildad herre
- 1984 – Lugn bara Lugn (compilació)
- 1989 – Hundstunden
- 2003 – Hej då, ha det så bra!

### Teatre
- 1984 – Gud vad jag är lycklig
- 1985 – I dödsskuggans dal
- 1987 – Titta det blöder
- 1993 – Idlaflickorna
- 1993 – Tant Blomma
- 1995 – Silver Star
- 1997 – Samlat lugn
- 1999 – Nattorienterarna
- 2000 – Bekantskap önskas med äldre bildad herre; Hundstunden; Stulna juveler
- 2003 – Kvinnorna vid Svansjön
- 2005 – Vera
- 2007 – Två solstrålar på äventyr
- 2013 – Hjälp sökes
- 2014 – Hej, det är jag igen